# Intelligent Systems
Intelligent Systems Co., Ltd. (株式会社インテリジェントシステムズ Kabushiki-Gaisha Interijento Shisutemuzu?) es una desarrolladora de videojuegos externa e independiente que desarrolla juegos exclusivos para Nintendo. Son conocidos por desarrollar videojuegos como la serie Fire Emblem, WarioWare, Paper Mario y Advance Wars.

## Historia
Intelligent Systems se forma con miembros salido del Nintendo R&D1 para crear su propia desarrolladora. Desde sus inicios, mantienen una estrecha relación con Nintendo, y más concretamente con Gunpei Yokoi, director del R&D1, con el que trabajan codo con codo en muchos de sus juegos, haciendo difícil saber qué juegos han sido desarrollados por Intelligent Systems y cuales por el R&D1.
A lo largo de los años, esta desarrolladora ha creado grandes franquicias para la marca Nintendo como son Metroid, Fire Emblem, Paper Mario, WarioWare o Advance Wars.
Pero no solo crea videojuegos, sino que además a lo largo de estos años ha creado diferentes herramientas para la programación en todas las consolas Nintendo, además de productos como Super Game Boy o Game Boy Player.

## Videojuegos
1983
- Mario Bros (NES)[1]

1984
- Tennis (NES)[1]
- Wild Gunman (NES)[1]
- Duck Hunt (NES)[1]
- Hogan's Alley (NES)[1]
- Donkey Kong 3 (NES)[1]
- Devil World (NES)[1]

1985
- Soccer (NES)[1]
- Wrecking Crew (NES)[1]
- Stack-Up (NES)[1]
- Gyromite (NES)[1]

1986
- Metroid (NES)[1]

1988
- Famicom Wars (NES)[1]

1989
- Alleyway (GB)
- Baseball (GB)
- Yakuman (GB)
- Golf (GB)

1990
- Fire Emblem: Ankoku Ryū to Hikari no Tsurugi (NES)

1991
- Game Boy Wars (GB)
- Metroid II: Return of Samus (GB)

1992
- Fire Emblem Gaiden (NES)
- Kaeru no Tame ni Kane wa Naru (GB)
- Battle Clash (SNES)

1993
- Metal Combat: Falcon's Revenge (SNES)

1994
- Fire Emblem: Monshō no Nazo (SNES)
- Super Metroid (SNES)

1995
- Galactic Pinball (VB)
- Panel de Pon (SNES)

1996
- Fire Emblem: Seisen no Keifu (SNES)
- Tetris Attack (SNES, GB)

1997
- Game & Watch Gallery 2 (GB)

1998
- Super Famicom Wars (SNES)

2000
- Pokémon Puzzle League (N64)
- Pokémon Puzzle Challenge (GBC)
- Paper Mario (N64)
- Trade & Battle: Card Hero (GBC)
- Fire Emblem: Thracia 776 (SNES)

2001
- Advance Wars (GBA)
- Mario Kart: Super Circuit (GBA)
- Napoleon (GBA)

2002
- Fire Emblem: Fūin no Tsurugi (GBA)
- Metroid Fusion (GBA)

2003
- Advance Wars 2: Black Hole Rising (GBA)
- WarioWare, Inc.: Minigame Mania (GBA)
- Wario Ware, Inc.: Mega Party Game$	(NGC)
- Fire Emblem (GBA)

2004
- Game Boy Wars Advance 1+2 (GBA)
- Paper Mario: The Thousand-Year Door (NGC)
- WarioWare: Touched! (NDS)
- Fire Emblem: The Sacred Stones (GBA)
- WarioWare: Twisted! (GBA)

2005
- Advance Wars: Dual Strike (NDS)
- Dr. Mario & Puzzle League (GBA)
- Fire Emblem: Path of Radiance (NGC)

2006
- Kanji Sonomama: DS Rakuhiki Jiten (NDS)
- WarioWare: Smooth Moves (Wii)

2007
- Fire Emblem: Radiant Dawn (Wii)
- Planet Puzzle League (NDS)
- Super Paper Mario (Wii)

2008
- Advance Wars: Days of Ruin (NDS)
- Fire Emblem: Shadow Dragon (NDS)
- WarioWare: Snapped! (NDS)

2009
- WarioWare: D.I.Y. (NDS)

2010
- Fire Emblem: Shin Monshō no Nazo ~Hikari to Kage no Eiyū~ (NDS)

2011
- Pullblox (N3DS)

2012
- Paper Mario: Sticker Star (N3DS)
- Fire Emblem: Awakening (N3DS)
- Fallblox (N3DS)

2013
- Game & Wario (Wii U)

2014
- Pullblox World (Wii U)

2015
- Code Name: S.T.E.A.M. (N3DS)
- Fullblox (ND3DS)
- Tokyo Mirage Sessions #FE (Wii U)
- Fire Emblem Fates (N3DS)

2016
- Paper Marioː Color Splash (Wii U)

2017
- Fire Emblem Heroes (iOS y Android)
- Fire Emblem Echoes: Shadows of Valentia (N3DS)

2018
- WarioWare Gold (N3DS)

2019
- Fire Emblem: Three Houses (Nintendo Switch)

2020
- Paper Mario: The Origami King (Nintendo Switch)

2021
- WarioWare: Get It Together (Nintendo Switch)

2023
- Fire Emblem: Engage (Nintendo Switch)

2024
- Paper Mario: The Thousand-Year Door (Nintendo Switch)